# Виктор, Иво
И́во Ви́ктор (чеш. Ivo Viktor; род. 21 мая 1942, Кржелов, Протекторат Богемии и Моравии) — чехословацкий футболист, выступавший на позиции вратаря.

## Карьера

### Клубная
Играл за чехословацкие команды «Спартак» (Штернберк), «Железарны» (Простеёв), «Руда Гвезда» (Брно), «Спартак» (Брно). С 1963 года до конца карьеры в 1977 году играл за пражскую «Дуклу». В высшей лиге чемпионата Чехословакии сыграл 316 матчей.

### В сборной
Дебютировал в сборной своей страны в 1966 году на «Маракане» в матче против сборной Бразилии. За сборную Чехословакии в период 1966—1977 сыграл 63 матча, в том числе в 17 матчах был капитаном команды. Был участником финального турнира Чемпионата Мира 1970 года.
На Чемпионате Европы 1976 года стал одним из самых ярких игроков турнира и помог сборной Чехословакии завоевать золотые медали. По итогам турнира он получил приз лучшего вратаря, а в конце года занял третье место в конкурсе лучших футболистов года в Европе «Золотой мяч».

## Достижения

### Командные
- Чемпион Европы 1976
- Чемпион Чехословакии: 1963/64, 1965/66
- Обладатель Кубка Чехословакии: 1965, 1966, 1969

### Личные
- Лучший футболист Чехословакии: 1968, 1972, 1973, 1975, 1976
- Входит в состав символической сборной по итогам чемпионата Европы по версии УЕФА: 1976

## Тренерская карьера
С 1977 года был тренером вратарей в пражской «Дукле», в сезоне 1990/91 — главным тренером клуба. После этого работал в тренерском штабе сборной Чехии и юношеских командах.

## Признание заслуг
- С 1975 года в Чехии ежегодно разыгрывается юношеский турнир «Кубок Иво Виктора».
- Лучшему вратарю сезона в Чехии вручается «Приз Иво Виктора».
- 28 октября 2012 года был награждён медалью «За заслуги» II степени[1][2].